# كنيسة سانتا ماريا الكبرى
كنيسة سانتا ماريا الكبرى (بالإسبانية: Iglesia de Santa María la Mayor) أو كوكاتدرائية سانتا ماريا (بالإسبانية: Concatedral de Santa María) هي كنيسة رومانية كاثوليكية وقوطية تقع في كاستيون دي لا بلانا، إسبانيا. بدأ تشييدها نحو عام 1252، بعد تنقل موقع كاستيون من الجبل إلى السهل. تحرقت الكنيسة في حرق عام 1335. بدأت بعد سنوات إعادة بنائها على نفس موقع الكنيسة الأولى وانتهاه عام 1549. حرقوا الكنيسة في بداية الحرب الأهلية الإسبانية (1936) وهدموها بعد فترة وجيزة. بدأت بعد الحرب (1939) إعادة بنائها الجديدة التي انتهت عام 1999.

## قرائات
- Traver Tomás، Vicente (1958)، Antigüedades de Castellón de la Plana، ISBN 9788496983120

## وصلات خارجية
- الموقع الرسمي لكنيسة سانتا ماريا الكبرى
- معلومات تاريخية عن الكنيسة سانتا ماريا الكبرى